# Sare de bucătărie

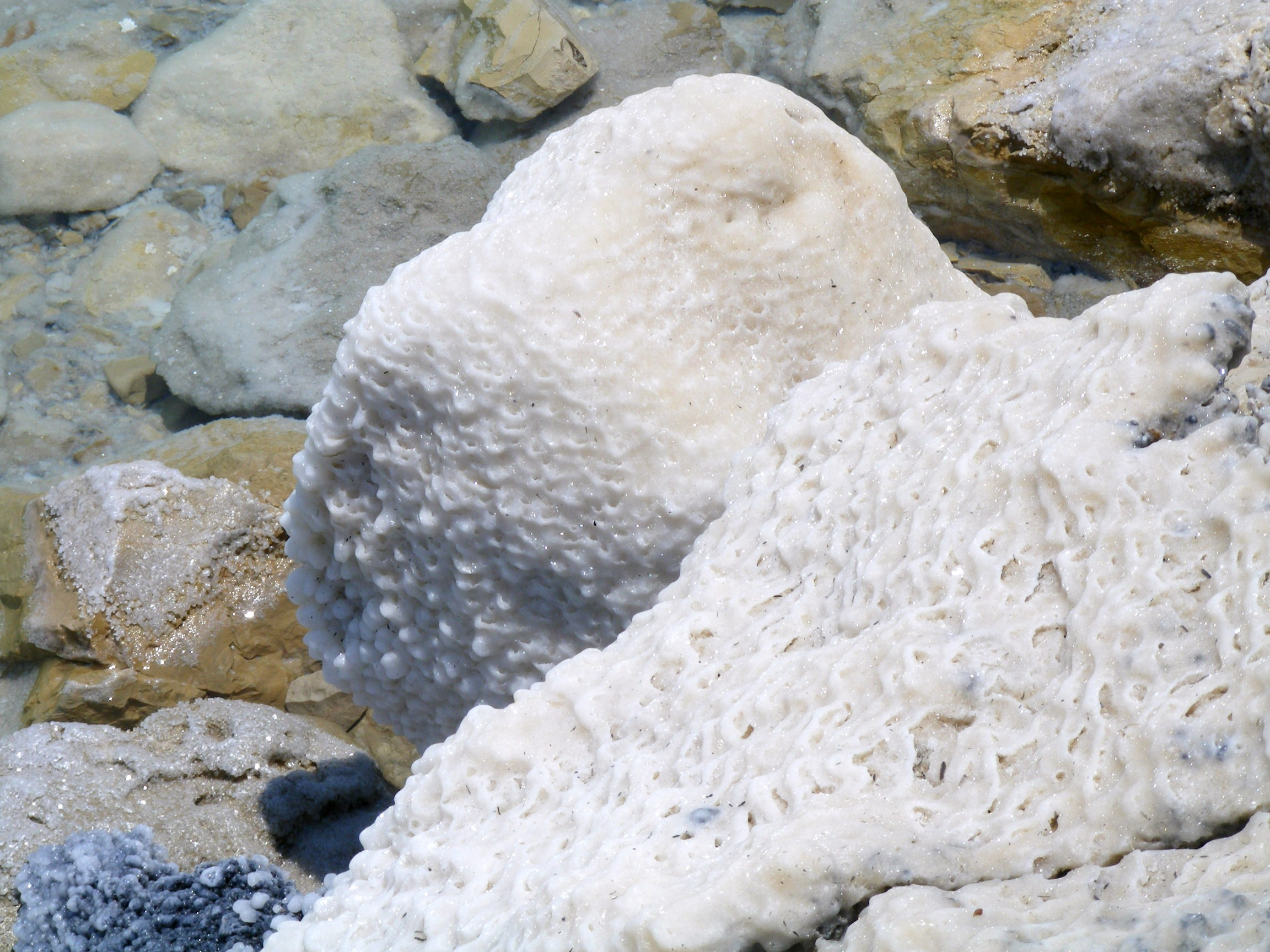
Depozite de sare în apropierea Mării Moarte

Sarea de bucătărie este denumirea populară a unui amestec mineral alcătuit în majoritate din clorură de sodiu (NaCl). La obținerea sării de bucătărie, aceasta poate să conțină până la 3 % sare marină și 15 % alte săruri, cum ar fi (Ferocianura de potasiu cunoscut ca E536 sau Antiaglomerant), sau (Ferocianura de sodiu cunoscuta ca E535). In comerț se poate găsi sarea rafinată care conține și alte substanțe pentru îmbunătățirea calităților sării în afară de sarea propriu zisă.

## Proprietăți
Sarea de bucătărie, deși contribuie la creșterea presiunii osmotice  intracelulare și presiunii sanguine, datorită ionilor de sodiu, constituie un conservant și condiment de bază în alimentație, fiind folosită în industria conservelor, în tăbăcărie, în industria chimică etc. Un substituent recomandat medical în anumite situații este clorura de potasiu (KCl) care nu prezintă efectele secundare menționate, dar nu prezintă același gust. Consumul zilnic de sare recomandat este de cca. 5 g. Sarea se folosește la orice mâncare.

## Etimologie
Sare derivă din cuvântul latin sal. Aceeași origine o are și cuvântul salariu, deoarece soldații romani au fost, în anumite timpuri, plătiți în sare.

## Alimentație
Asimilarea în organism a unei cantități prea mari de sare poate conduce la serioase probleme de sănătate, precum creșterea presiunii arteriale, disfuncții cardiovasculare, atac de cord, osteoporoză și cancer stomacal. Doar în 2010, 15% din decesele cauzate de infarct au fost din cauza consumului excesiv de sare.
| Grupa de vârstă          | Consumul zilnic recomandat |
| ------------------------ | -------------------------- |
| Copii între 11 și 14 ani | 6 grame                    |
| Copii între 7 și 10 ani  | 5 grame                    |
| Copii între 4 și 6 ani   | 3 grame                    |
| Copii între 1 și 3 ani   | 2 grame                    |
| Copii între 7 și 12 luni | 1 gram                     |
| Copii mai mici de 6 luni | < 1 gram                   |

## Comerțul cu sare
Sarea a constituit un bun vândut și cumpărat - o marfă - tot timpul. Sunt atestate drumuri comerciale numite drumuri ale sării, servind inițial la transportarea sării.

## Substanțe suplimentare
După sortimentul de sare acesta mai poate conține substanțe adăugate:
1. pentru reducerea higroscopicității
- Carbonat de calciu
- Carbonat de magneziu
- Hidroxid de aluminiu
- Silicați
- Hexacianoferat de potasiu

2. pentru suplimentarea cu substanțe minerale, sau vitamine
- Iod (ioduri și iodați de potasiu sau sodiu)
- Fluor (fluoruri)
- Nitrit de sodiu
- Acid folic

3. pentru îmbunătățirea calităților gustative
- condimente